# Cyryl (Biłan)
Cyryl, imię świeckie Anatolij Wasylowycz Biłan (ur. 15 maja 1975 w Żukowcach, obwód kijowski) – biskup Ukraińskiego Kościoła Prawosławnego Patriarchatu Moskiewskiego.

## Życiorys
W 1992 r. uzyskał średnie wykształcenie. W 1993 r. wstąpił do seminarium duchownego w Kijowie, które ukończył w 1997 r. 27 marca 1997 r. jako zakonnik ławry Peczerskiej złożył przed archimandrytą Mitrofanem (Jurczukiem) wieczyste śluby mnisze z imieniem Cyryl, ku czci św. Cyryla Jerozolimskiego. W tym samym roku z rąk metropolity kijowskiego i całej Ukrainy Włodzimierza otrzymał święcenia diakońskie (12 kwietnia) i kapłańskie (13 kwietnia). Następnie został proboszczem parafii św. Mikołaja we wsi Fasowa (w ówczesnym rejonie makarowskim). W 1999 r. otrzymał godność ihumena. W latach 2000–2004 odbył zaoczne studia w Kijowskiej Akademii Duchownej, które ukończył pracą dyplomową pt. „Wyżywienie i życie w średniowiecznym monasterze na Rusi”. Od 2002 r. pełnił obowiązki dziekana, a następnie – w latach 2004–2020 – był dziekanem okręgu makarowskiego eparchii kijowskiej. W latach 2004–2006 odbył studia uzupełniające na Ukraińskiej Akademii Teologicznej w Użhorodzie. W 2006 r. został podniesiony do godności archimandryty.
Postanowieniem Świętego Synodu z 18 marca 2020 r. otrzymał nominację na biskupa byszowskiego, wikariusza eparchii kijowskiej. Jego chirotonia biskupia odbyła się 29 marca 2020 r. w domowej cerkwi Świętej Trójcy monasteru św. Pantelejmona w Kijowie, pod przewodnictwem metropolity kijowskiego i całej Rusi Onufrego.